# Dead Souls (película de 2018)
Dead Souls es un documental de 2018 dirigido por Wang Bing y documenta el testimonio de los sobrevivientes del campo de trabajos forzados en el desierto de Gobi en Gansu, China. Filmada entre 2005 y 2017, la película cubre la mayoría de las provincias de China con visitas a más de 120 sobrevivientes de los campos de reeducación de Jiabiangou y Mingshui establecidos por el régimen comunista de China a fines de la década de 1950. Hizo su estreno mundial en el Festival de Cine de Cannes 2018.